# اللغة الروسية في إسرائيل

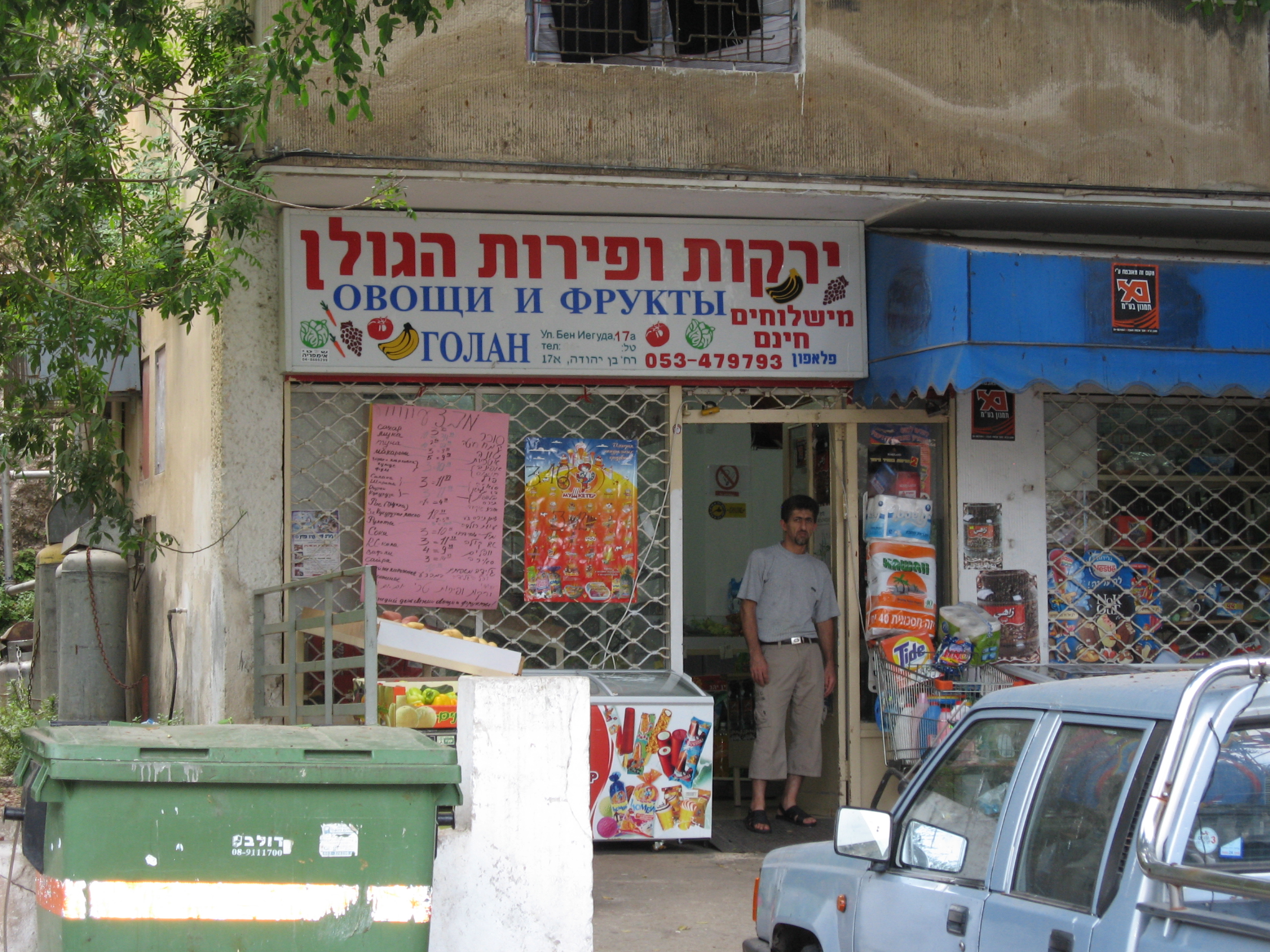
متجر في حيفا يضع لافتة بالروسية والعبرية.

اللغة الروسية في إسرائيل يتحدث بها نسبة كبيرة من سكان البلد، أي حوالي 20٪ من مجموع سكان إسرائيل، معظم متحدثي اللغة الروسية من المهاجرين الذين جاءوا من الاتحاد السوفيتي في بداية عقد 1990. تعتبر اللغة الروسية من اللغات الرئيسة الأجنبية في إسرائيل حيث تستخدم في مجالات عديدة.تعتبر الروسية اللغة الأجنبية الأكثر إنتشاراً في إسرائيل.في الغالب تزود الحكومة والشركات معلومات باللغة الروسية.وتعتبر لغة شبه رسمية في تجمعات اليهود الروس. متحدثي اللغة الروسية في إسرائيل هم ثالث أكثر الدول تحدثاً بالروسية خارج دول الاتحاد السوفيتي السابق بعد كل من ألمانيا والولايات المتحدة وهم الأعلى من حيث نسبة السكان.

## وضع واستخدام اللغة الروسية

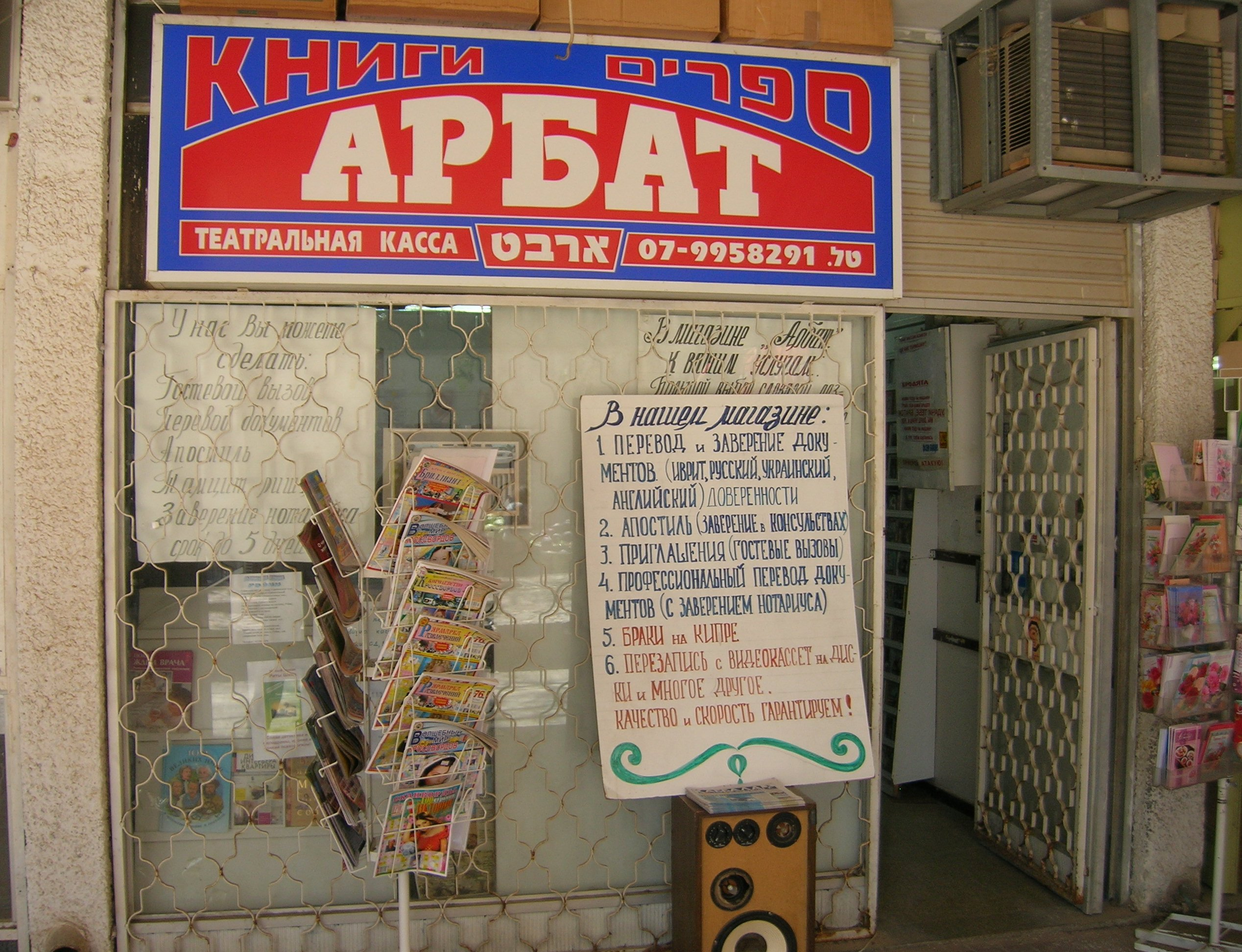
مكتبة روسية في مدينة عراد.

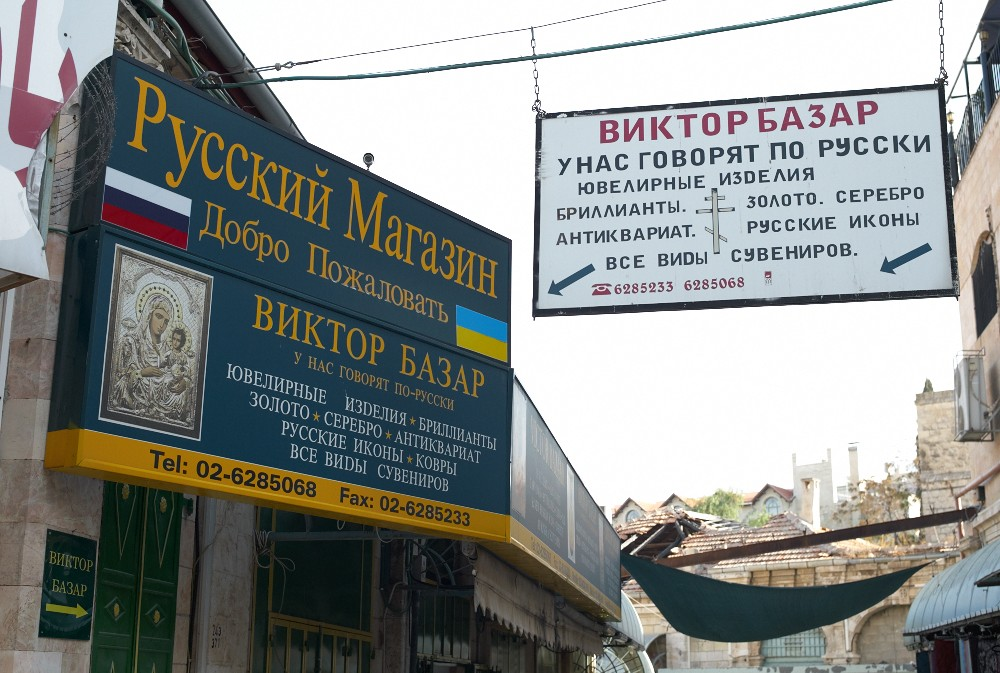
بازار في مدينة القدس.

اللغة العربية والعبرية هي اللغتان الوحيدتان الرسميتان لدولة إسرائيل.
من الشائع في إسرائيل استخدام اللغة الروسية ولغات المهاجرين الأخرى نظراً لأن اليهود قدموا من عشرات الدول المختلفة.منذ عام 1967 استقر ملايين اليهود الروس في إسرائيل وبعد انهيار الاتحاد السوفيتي تدفق أعداد هائلة من اليهود إلى دولة إسرائيل.في الوقت الحاضر تستخدم اللغة الروسية في الفعاليات الثقافية، والنظام التعليمي والمجالات العامة الأخرى.
وبحلول عام 1999،كان حوالي من 5 إلى 10% من الوظائف يشغلها متحدثي اللغة الروسية.نشرت وزارة النقل كتيبات وأدلة باللغة الروسية.من الشائع أيضاً وجود أطباء يتحدثون الروسية في المستشفيات.

## الإعلام
تقليدياً، متحدثي اللغة الروسية يقرأون الصحف ويستمعون للمذياع أكثر في كثير من الأحيان من متحدثي اللغة العبرية.
خلال غقد 1970 كانت صحيفة ناشا سترانا أكبر صحيفة روسية في إسرائيل حتى ظهور صحيفة تريبونا. بحلول عام 1989،كانت تُصدر صحيفة يومية واحدة فقط بالروسية، ارتفع العدد إلى 6 بحلول 1996. منذ عام 2002 بدأت أعداد الصحف الروسية بالانخفاض نتيجة لتزايد وسائل الأعلام على الانترنت. يقدم التلفزيون الإسرائيلي ترجمة يومية بالغات العربية والروسية والعبرية. في عام 2002 انطلقت القناة التاسعة باللغة الروسية والتي تعرف أيضاً بإسرائيل بلس. في نوفبر 2007 انطلقت 45 قناة بلغات أجنبية، كان من ضمنها خمسة باللغة الروسية. في الوقت الحاضر يوجد 4 صحف يومية و11 أسبوعية و5 شهرية وأكثر من 50 صحيفة محلية تصدر بالروسية في إسرائيل تبيع هذة الصحف مجتمعة حوالي 250,000 نسخة في الأسبوع. خدمات الراديو اليومية باللغة الروسية متاحة في جميع أنحاء إسرائيل.